# Leif Davidsen
Leif Davidsen (ur. 25 czerwca 1950 w Otterup na Fionii) – duński pisarz i dziennikarz.

## Życiorys
Davidsen studiował w duńskiej Wyższej Szkole Dziennikarstwa. W latach 1984–1988 był korespondentem Radia Duńskiego w Moskwie. Zadebiutował w 1984 powieścią Uhellige alliancer. Jedna z kolejnych jego powieści, Den russiske sangerinde (1988) została sfilmowana w 1993, natomiast powieść Den serbiske dansker (1996) stała się podstawą trzyodcinkowego serialu telewizyjnego. Powieści Davidsena to głównie thrillery, bardzo często osadzone w konkretnej rzeczywistości politycznej.
Twórczość Davidsena była wielokrotnie nagradzana. W 1988 za powieść Den russiske sangerinde Davidsen otrzymał Nagrodę im. Palle Rosenkrantza. W 1992 powieść Den sidste spion wyróżniono nagrodą Złote Laury. W 1999 Davidsen został laureatem nagrody Szklany Klucz, przyznawanej corocznie za najlepszą skandynawską powieść kryminalną.

## Publikacje
- Uhellige alliancer (1984)
- Den russiske sangerinde (1988), powieść sfilmowano w 1993
- Den sidste spion (1991)
- Den troskyldige russer (1993)
- Forræderen – og andre historier (1995)
- Den serbiske dansker (1996)
- Lime's billede (1998)
- Dostojevskijs sidste rejse (2002)
- De gode søstre (2003)
- Fjenden i spejlet (2004)
- Den ukendte hustru (2006)
- På udkig efter Hemingway (2008)
- Min broders vogter (2010)
- Utahs bjerge og andre historier (2011)